# Козырёк (хутор)
Козырёк — хутор в Боковском районе Ростовской области.
Входит в состав Грачевского сельского поселения.

## География
Расположен на левом берегу реки Чир.
На хуторе имеется одна улица — Луговая.

## Население
| 1989 | 2002 | 2010 |
| ---- | ---- | ---- |
| 70   | ↘67  | ↘42  |